# Mare de Déu del Roser de Casa Amill
La Mare de Déu del Roser de Casa Amill és una capella particular de la familia Amill del poble de Bonestarre, a la comarca del Pallars Sobirà, dins de l'antic terme del mateix nom.
Eclesiàsticament, és sufragània de la parròquia de Sant Romà d'Anàs.